# Plataforma continental de Chile

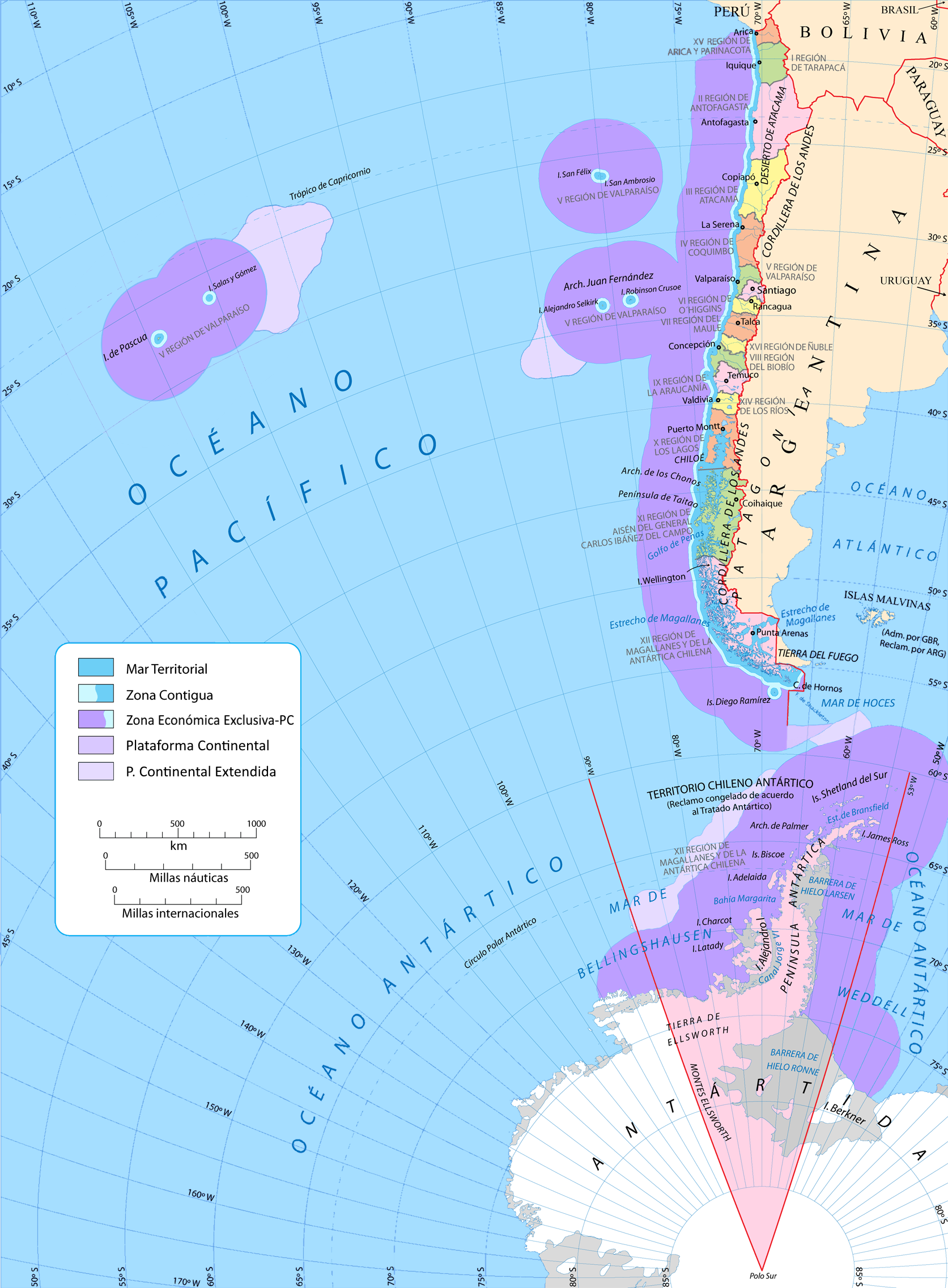
Chile Tricontinental, la zona económica exclusiva-plataforma continental y la plataforma continental extendida.

La plataforma continental de Chile se refiere a la extensión submarina que se encuentra bajo el agua, adyacente a las costas chilenas, que se extiende desde la línea de costa hasta el límite de la plataforma continental en el océano Pacífico y en el océano Antártico.
El ente encargado del estudio científico del subsuelo marino para demarcar la longitud del plataforma continental y su límite exterior está a cargo del Comité Nacional de la Plataforma Continental creado en 2007.
La delimitación de la plataforma continental de Chile se ha definido con los principios planteados por la Convención de las Naciones Unidas sobre el Derecho del Mar (CONVEMAR), que establece las normas para la delimitación de las plataformas continentales de los Estados costeros. Chile ha presentado sus reivindicaciones ante la Comisión de Límites de la Plataforma Continental de la ONU.
Además de su importancia económica, la plataforma continental también tiene implicaciones geopolíticas. La delimitación de estas áreas puede generar tensiones con países vecinos, especialmente Argentina, que también reclama derechos sobre áreas marítimas adyacentes. Las presentaciones y decisiones de la ONU han influido en las relaciones bilaterales y en la política marítima de Chile, convirtiendo la plataforma continental en un tema de relevancia en la agenda de seguridad y defensa del país.

## Estudios científicos y presentación chilena

### En Chile Insular

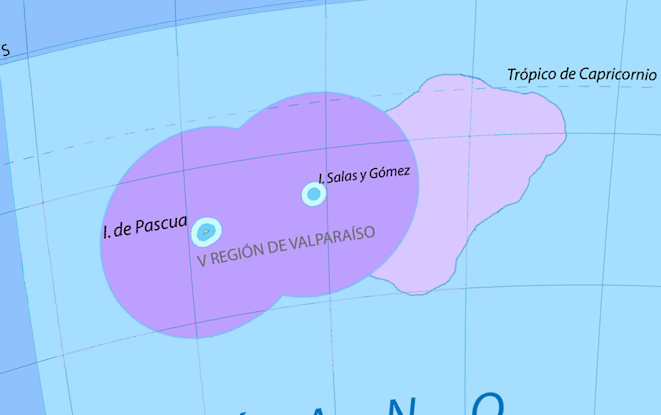
La isla de Pascua y la isla Salas y Gómez y sus aguas
Zona Económica Exclusiva y Plataforma Continental
Plataforma Continental Extendida

La plataforma continental extendida del Chile Insular se extiende 700 millas náuticas hacia el este de la isla de Salas y Gómez.
El 21 de diciembre de 2020, Chile presentó ante la Comisión de Límites de la Plataforma Continental de Naciones Unidas el informe parcial de la plataforma continental extendida en Isla de Pascua y Salas y Gómez.

### En Chile Continental

Plataforma Continental de Chile en el mar de la Zona Austral

Según el principio de que «el Estado ribereño ejerce derechos soberanos sobre la plataforma continental», la plataforma continental en el Chile Continental abarca todo su mar territorial y toda su Zona Económica Exclusiva con excepción de las 200 millas náuticas proyectadas desde las Islas Diego Ramírez en el Mar de la Zona Austral que llegan al este del meridiano que fija la frontera entre Argentina y Chile, estas entran bajo la categoría de plataforma continental, pero no de Zona Económica Exclusiva debido al tratado de 1984 entre Argentina y Chile, ni tampoco constituye una reclamación de plataforma continental extendida.
Además, entre la plataforma continental mencionada y las aguas que se proyectan del territorio antártico, Chile reclama un sector marítimo como plataforma continental extendida.

### En Chile Antártico

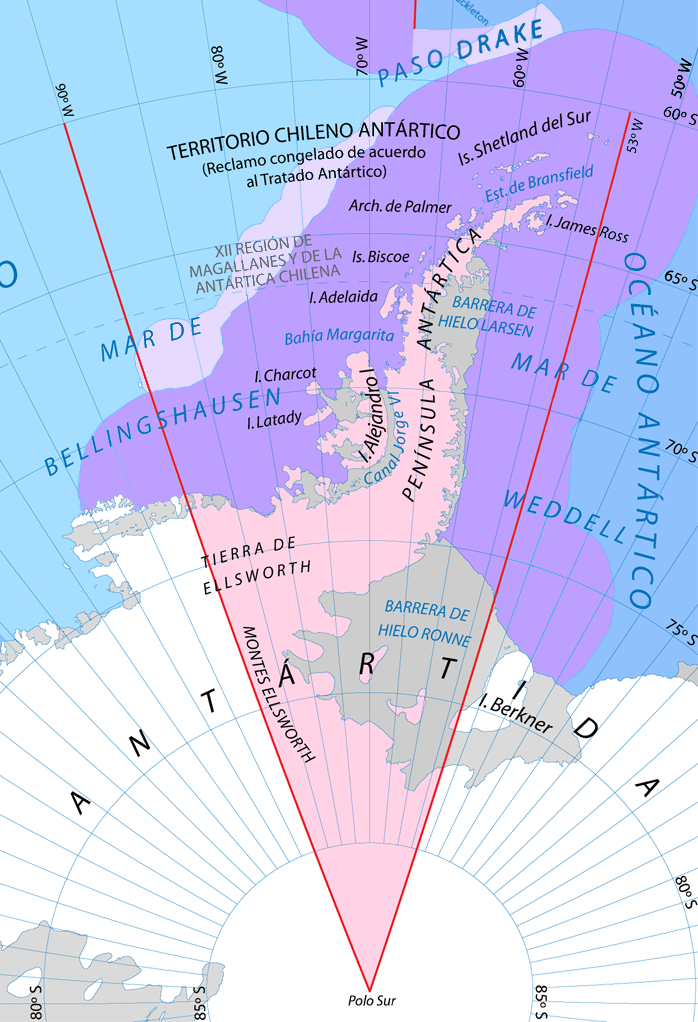
El Chile antártico y sus aguas.
Zona Económica Exclusiva y Plataforma Continental
Plataforma Continental (solamente)
Plataforma Continental Extendida

En febrero de 2022 Chile entrega su segunda presentación parcial respecto de la Plataforma Continental Extendida Occidental del Territorio Chileno Antártico y en agosto del mismo año realiza las presentaciones orales de ambas presentaciones parciales en la Sesión N°55 de la Comisión de Límites de la Plataforma Continental en la ONU en Nueva York. Aparte de la plataforma continental extendida, Chile reclama la Zona Económica Exclusiva y Plataforma Continental que se proyecta desde el territorio Chileno Antártico.

### Comité Nacional de la Plataforma Continental
El 3 de diciembre de 2007, mediante el decreto Nº 164, Chile crea el Comité Nacional de la Plataforma Continental.

### Cartas SHOA
En 2021 el presidente chileno Sebastián Piñera firmó el Decreto Supremo N° 95 en el que se explicita la plataforma continental al este del meridiano 67º 16' 0 como parte del área de la plataforma continental (no extendida) chilena, proyectada desde las islas Diego Ramírez, reclamando también la medialuna que Argentina considera como parte de la extensión lograda por el criterio de la plataforma continental extendida. Esto se manifestió en la Carta SHOA N°8 y motivó una respuesta de la cancillería argentina contra la medida de Chile.
En 2023 Chile, a través del SHOA, pone a disposición un gráfico ilustrativo que muestra todos los espacios marítimos reclamados por el país.

## Convemar
- Wikisource contiene obras originales de o sobre Convención sobre el Derecho del Mar.

La Convención de las Naciones Unidas sobre el Derecho del Mar (Convemar) del 30 de abril de 1982, y que entró en vigor el 16 de noviembre de 1994, estableció el régimen de la plataforma continental en la Parte VI (artículos 76 al 85), definiendo en el artículo 76 inciso 1 lo que se entiende como plataforma continental:

Corte esquemático de una plataforma continental.
Sedimento
Roca
Manto

La plataforma continental de un Estado ribereño comprende el lecho y el subsuelo de las áreas submarinas que se extienden más allá de su mar territorial y a todo lo largo de la prolongación natural de su territorio hasta el borde exterior del margen continental, o bien hasta una distancia de 200 millas náuticas (370 km) contadas desde las líneas de base a partir de las cuales se mide la anchura del mar territorial, en los casos en que el borde exterior del margen continental no llegue a esa distancia.

La plataforma continental es la prolongación sumergida de la masa terrestre de un estado hasta borde exterior del margen continental, o hasta las 200 millas náuticas (370 km) contadas desde la línea de bases si el borde exterior del margen continental no llega hasta esa distancia, independientemente de las condiciones geológicas o geomorfológicas de esa extensión o de que se extienda o no hasta ese punto la plataforma continental geológica. Sobre la plataforma continental el estado ribereño ejerce derechos exclusivos de soberanía para la exploración y explotación de los recursos naturales allí existentes (artículo 77 de la Convemar). Los fondos oceánicos que queden más allá de los límites que fijen los estados están bajo la jurisdicción de la Autoridad Internacional de los Fondos Marinos y son considerados para beneficio de toda la humanidad. El fondo oceánico profundo con sus crestas oceánicas y su subsuelo, queda fuera de la jurisdicción de los estados.
El 25 de agosto de 1997 Chile firma y ratifica la Convención de Naciones Unidas sobre el Derecho del Mar, entrando en vigor el 24 de septiembre de 1997 para el país.
La posibilidad de que los estados ribereños obtengan su plataforma continental extendida más allá de las 200 millas náuticas ha sido contemplada por la Convemar para ciertos casos especificados en su artículo 76. Los estados interesados en realizar esa extensión deben realizar una presentación fundamentada a la Comisión de Límites de la Plataforma Continental (CLCS), la cual debe evaluar y formular posteriormente recomendaciones para la fijación del límite exterior de la plataforma continental de dicho estado.
Para establecer hasta dónde se extiende el borde exterior del margen continental y, por lo tanto, establecer el límite exterior de la plataforma continental extendida más allá de las 200 millas náuticas (370 km), se utilizan dos criterios, definidos en el artículo 74 inciso 4 de la Convemar:
1) Una línea trazada, de conformidad con el artículo 76 inciso 7, en relación con los puntos fijos más alejados en cada uno de los cuales el espesor de las rocas sedimentarias sea por lo menos el 1% de la distancia más corta entre ese punto y el pie del talud continental.
2) Una línea trazada, de conformidad con el artículo 76 inciso 7, en relación con puntos fijos situados a no más de 60 millas náuticas del pie del talud continental.
El artículo 76 inciso 5 establece además dos restricciones. Los puntos fijos que constituyan el límite exterior de la plataforma continental extendida, trazados de acuerdo con los criterios anteriormente mencionados, no deberán exceder de 350 millas náuticas (650 km) o de 100 millas náuticas (190 km) desde la isóbata de 2500  metros (la línea que conecta la profundidad de 2500 metros). Los puntos deben unirse mediante líneas rectas, cuya longitud no debe exceder de 60 millas náuticas (111 km).
Los límites de la plataforma continental extendida no afectan la condición jurídica de las aguas suprayacentes ni a la del espacio aéreo situado sobre tales aguas, de acuerdo al artículo 78 inciso 1.
El 8 de mayo de 2009 Chile presenta su Informe Preliminar a la Comisión de Límites de la Plataforma Continental de Naciones Unidas.
En julio de 2023 la Corte Internacional de Justicia se pronunció sobre la prevalencia de una Plataforma Continental por sobre la Plataforma Continental Extendida en el caso de la controversia territorial y de delimitación marítima entre Colombia y Nicaragua.

## Límite con Argentina y disputa por la «Medialuna»

Mapa sobre la disputa.

La delimitación marítima entre Argentina y Chile se encuentra establecida en el artículo 7 del Tratado de Paz y Amistad de 1984:

El límite entre las respectivas soberanías sobre el mar, suelo y subsuelo de la República Argentina y de la República de Chile en el mar de la Zona Austral a partir del término de la delimitación existente en el Canal Beagle, esto es, el punto fijado por las coordenadas 55º 07',3 de latitud Sur y 66º 25',0 de longitud Oeste, será la línea que una los puntos que a continuación se indican:

A partir del punto fijado por las coordenadas 55º 07',3 de latitud Sur y 66º 25',0 de longitud Oeste (punto A), la delimitación seguirá hacia el Sudeste por una línea loxodrómica hasta un punto situado entre las costas de la Isla Nueva y de la Isla Grande de Tierra del Fuego, cuyas coordenadas son 55º 11',0 de latitud Sur y 66º 04',7 de longitud Oeste (punto B); desde allí continuará en dirección Sudeste en un ángulo de cuarenta y cinco grados, medido en dicho punto B, y se prolongará hasta el punto cuyas coordenadas son 55º 22',9 de latitud Sur y 65º 43',6 de longitud Oeste (punto C); seguirá directamente hacia el Sur por dicho meridiano hasta el paralelo 56º 22',8 de latitud Sur (punto D); desde allí continuará por ese paralelo situado veinticuatro millas náuticas al Sur del extremo más austral de la Isla Hornos, hacia el Oeste hasta su intersección con el meridiano correspondiente al punto más austral de dicha Isla Hornos en las coordenadas 56º 22',8 de latitud Sur y 67º 16',0 de longitud Oeste (punto E); desde allí el límite continuará hacia el sur hasta el punto cuyas coordenadas son 58º 21',1 de latitud Sur y 67º 16',0 de longitud Oeste (punto F).
(...)

Las Zonas Económicas Exclusivas de la República Argentina y de la República de Chile se extenderán respectivamente al Oriente y al Occidente del límite así descrito. Al Sur del punto final del límite (punto F), la Zona Económica Exclusiva de la República de Chile se prolongará, hasta la distancia permitida por el derecho internacional, al Occidente del meridiano 67º 16',0 de longitud Oeste, deslindando al Oriente con el alta mar.

De acuerdo al tratado, para el establecimiento de la zona económica exclusiva argentina al sudeste del meridiano del cabo de Hornos las 200 millas náuticas son contadas desde las costas de la isla Grande de Tierra del Fuego sin tener en cuenta las islas chilenas que se interpongan. Aunque el tratado no menciona explícitamente el límite de la plataforma continental al sur del punto F, Argentina presentó allí una ampliación más allá de las 200 mn y al este del meridiano del cabo de Hornos. En 2021 Chile presenta un mapa de su plataforma continental en base a las 200 mn desde las Islas Diego Ramírez y no como plataforma continental extendida. La primera tiene prevalencia por sobre la segunda según lo expresado por la Corte Internacional de Justicia en el caso de la controversia territorial y de delimitación marítima entre Colombia y Nicaragua.
Anteriormente a que Argentina reclamara la medialuna como plataforma continental extendida, esa sección se consideraba mar abierto.

## Límite con Perú

Mapa de la frontera marítima (desde 2014) y terrestre entre Chile y Perú.

Tras una disputa por el límite marítimo, la Corte Internacional de Justicia de La Haya  emitió en 2014 su sentencia estableciendo de manera definitiva la frontera marítima común. Esta se inicia en el punto en que el paralelo geográfico que pasa por el Hito N.º 1 se interseca con la línea de baja marea, y a partir de allí se prolonga hasta las 80 millas, luego continúa en dirección sudoeste sobre una línea equidistante desde las costas de ambos países hasta su intersección con el límite de las 200 millas náuticas medidas desde las líneas de base de Chile y, posteriormente, continúa hacia el sur hasta el punto de intersección con el límite de las 200 millas náuticas medidas desde las líneas de base de ambos países. La Corte definió el trazado de la frontera marítimas sin determinar las coordenadas geográficas precisas y dispuso que las partes debían proceder a determinar tales coordenadas de conformidad con el fallo, lo cual ocurrió el 25 de marzo de 2014.
| Nombre                                         | Coordenadas                                            |
| ---------------------------------------------- | ------------------------------------------------------ |
| Punto de inicio de la frontera marítima (PIFM) | 18°21′00.42″S 70°22′49.80″O / -18.3501167, -70.3805000 |
| Punto A                                        | 18°21′00.42″S 71°46′56.23″O / -18.3501167, -71.7822861 |
| Punto intermedio N.º I-1                       | 18°37′46.94″S 72°02′01.13″O / -18.6297056, -72.0336472 |
| Punto intermedio N.º I-2                       | 18°53′23.91″S 72°20′24.42″O / -18.8899750, -72.3401167 |
| Punto intermedio N.º I-3                       | 19°17′23.40″S 72°47′33.04″O / -19.2898333, -72.7925111 |
| Punto intermedio N.º I-4                       | 19°21′03.52″S 72°51′48.05″O / -19.3509778, -72.8633472 |
| Punto intermedio N.º I-5                       | 19°24′08.15″S 72°55′39.04″O / -19.4022639, -72.9275111 |
| Punto intermedio N.º I-6                       | 19°52′42.20″S 73°36′12.17″O / -19.8783889, -73.6033806 |
| Punto B                                        | 19°58′24.38″S 73°45′11.78″O / -19.9734389, -73.7532722 |
| Punto C                                        | 20°11′54.41″S 73°43′50.58″O / -20.1984472, -73.7307167 |

## Teorías del límite natural entre los océanos Atlántico y Pacífico

Mapa que muestra la propuesta presentada por la tesis denominada «Delimitación natural entre los océanos Pacífico y Atlántico Sur por la zona de fractura Shackleton».

Los investigadores Juan Ignacio Ipinza Mayor y Cedomir Marangunic Damianovic plantean la teoría científica en que la separación de los océanos Pacífico y Atlántico «se podría confirmar a partir de la denominada Zona de Fractura Shackleton [...] el límite se encuentra entonces al este del llamado Meridiano del cabo de Hornos».
Además anteriormente se postuló la teoría de delimitación natural entre los océanos Pacífico y Atlántico Sur por el arco de las Antillas Australes.